# Phương trình Laplace
Trong toán học, phương trình Laplace là một phương trình đạo hàm riêng được đặt theo tên người khám phá, Pierre-Simon Laplace. Nghiệm của phương trình Laplace là khá quan trọng trong nhiều ngành khoa học, đáng chú ý là trong các ngành điện từ trường, thiên văn học, và cơ chất lỏng, bởi vì chúng mô tả hành vi của thế năng của điện, trọng lực, và chất lỏng. Lý thuyết tổng quát của các nghiệm của phương trình Laplace được gọi chung là lý thuyết thế năng (potential theory).

## Định nghĩa
Trong không gian 3 chiều, bài toán là đi tìm một hàm thực {\displaystyle f} khả vi hai lần sao cho:
- Trong hệ tọa độ Descartes:

{\displaystyle {\partial ^{2}f \over \partial x^{2}}+{\partial ^{2}f \over \partial y^{2}}+{\partial ^{2}f \over \partial z^{2}}=0.}
- Trong hệ tọa độ trụ:

{\displaystyle \Delta f={1 \over r}{\partial  \over \partial r}\left(r{\partial f \over \partial r}\right)+{1 \over r^{2}}{\partial ^{2}f \over \partial \phi ^{2}}+{\partial ^{2}f \over \partial z^{2}}=0}
- Trong hệ tọa độ cầu:

{\displaystyle \Delta f={1 \over \rho ^{2}}{\partial  \over \partial \rho }\!\left(\rho ^{2}{\partial f \over \partial \rho }\right)\!+\!{1 \over \rho ^{2}\!\sin \theta }{\partial  \over \partial \theta }\!\left(\sin \theta {\partial f \over \partial \theta }\right)\!+\!{1 \over \rho ^{2}\!\sin ^{2}\theta }{\partial ^{2}f \over \partial \varphi ^{2}}=0.}
Nó được viết tổng quát lại là {\displaystyle \nabla ^{2}f=0\,} hay: {\displaystyle \Delta f=0,\,} với {\displaystyle \Delta =\nabla ^{2}} là toán tử Laplace hay Laplacian:
{\displaystyle \Delta f=\nabla ^{2}f=\nabla \cdot \nabla f=\operatorname {div} \;\operatorname {grad} \,f}
Trong đó {\displaystyle \nabla \cdot \mathbf {a} =\operatorname {div} \mathbf {a} } là divergence của vector {\displaystyle \mathbf {a} } và {\displaystyle \nabla f=\operatorname {grad} \,f} là gradient của {\displaystyle f}.
Nghiệm của phương trình Laplace được gọi là hàm điều hòa (harmonic function).
Nếu vế phải là một hàm biết trước, chẳng hạn {\displaystyle \Delta f=h\,} thì phương trình được gọi là phương trình Poisson.
Phương trình Laplace hay phương trình Poisson là những dạng đơn giản nhất của các phương trình đạo hàm riêng elliptic. Toán tử vi phân, {\displaystyle \nabla ^{2}} hay {\displaystyle \Delta }, (mà có thể định nghĩa được trong không gian n-chiều) được gọi là toán tử Laplace hay Laplacian.
Phương trình Laplace là trường hợp đặc biệt của phương trình Helmholtz.